# Sauvagesia ericoides
Sauvagesia ericoides là một loài thực vật có hoa trong họ Ochnaceae. Loài này được (A. St.-Hil.) Sastre miêu tả khoa học đầu tiên năm 1971.